# Aqüeducte-pont Gran
L'Aqüeducte-pont Gran és una obra de l'Espelt (Anoia) inclosa a l'Inventari del Patrimoni Arquitectònic de Catalunya. Forma part de l'aqüeducte de l'Espelt.

## Descripció
És un pont Gran, Aqüeducte tot de pedra, d'un arc, molt gran i molt alt. Està situat sobre el torrent de Valldaura.

## Història
La primera etapa de la construcció va començar el 5 de febrer de 1807. La segona etapa, el 15 de novembre de 1814. El 25 de juliol de 1821, s'acabaren les obres de la conducció d'aigües.